# 아타나시우스 키르허

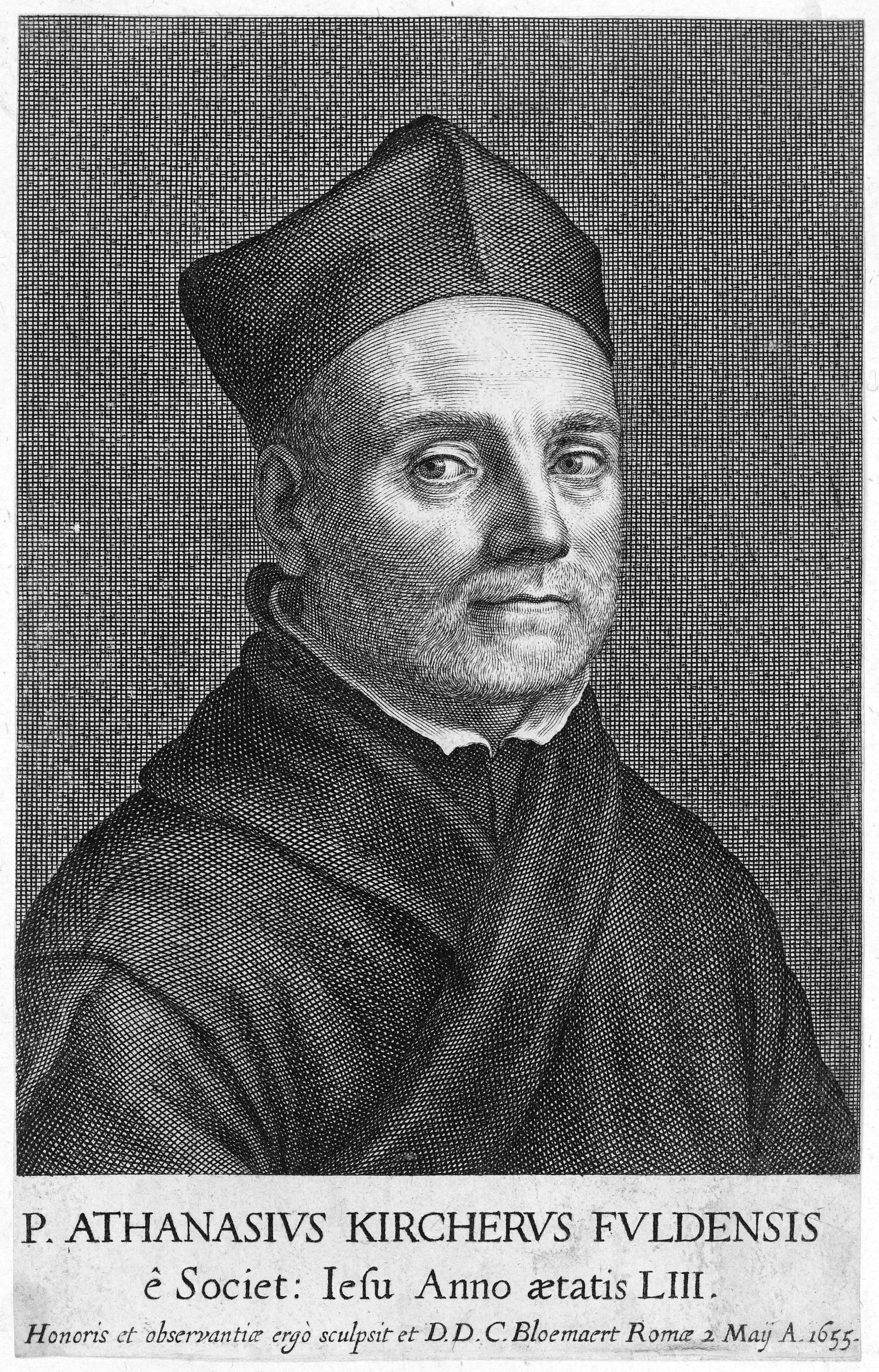
그림 설명

아타나시우스 키르허 (Athanasius Kircher, 때때로 잘못 표기되어 kirchner, 라틴어: Athanasius Kircherus 1601년 혹은 1602년 5월 2일 ~ 1680년)는 17세기 독일의 예수회 수사 겸 학자이자 40여개의 작품들, 특히 비교 종교학, 지질학, 의학 분야를 출판했던 박식가이다. 키르허는 그의 광범위한 관심 분야로 인해 예수회의 동료 루제르 요시프 보슈코비치(Roger Boscovich)와 레오나르도 다 빈치(Leonardo da Vinci)와 비교되어 왔고, "백 종류의 인문과학에 정통한 사람"이라는 칭호로 존경받아왔다. 그는 로마 대학( Roman College)에서 40여 년간 학생들을 가르쳤고, 여기서 운더카머(wunderkammer)를 설립했다. 키르허에 대한 관심의 부활은 최근 수 십년 동안 학계 안에서 일어나고 있다.
키르허는 고대 이집트어의 상형 문자를 판독했다고 주장했지만, 그의 가정과 변역의 많은 부분은 훗날 어처구니없는 것으로 밝혀졌다. 그러나 그는 고대 이집트어와 근대 콥트어의 연관 관계를 옳게 수립하였고, 몇몇 주석자들은 그를 이집트학의 창설자로 여긴다. 키르허는 또한 중국학에 매료되어, 중국어로 된 백과사전을 썼으며, 이 백과 사전에서 이집트와 기독교 사이의 연결을 수립하기 위해 시도한 네스토리우스파 기독교인이 중국에 일찍이 존재했음을 강조하였다.
지질학에서 키르허의 연구는 화산과 화석의 연구를 포함했다. 현미경을 통해 미생물을 관찰한 첫 번째 사람들 중 하나였기 때문에, 키르허는 전염병은 전염성의 미생물에 의해 발생한다고 제안하고 질병의 확산을 막기 위한 효과적인 방법을 제시하여 그 시대에 앞서 갔다. 키르허는 또한 기술과 기계적 발명품에 명민한 관심을 보여 주었다. 그에게서 기인한 발명품은 자기 시계, 다양한 자동 장치들과 첫 번째 확성기를 포함한다. 그의 Ars Magna Lucis et Umbrae에 관련된 원리들의 연구를 수행했음에도 불구하고.환등기의 발명은 종종 키르허에 기인한 것으로 오해된다.
그의 시대에서는 과학 분야의 스타였지만, 그가 말년이 될수록 그는 르네 데카르트(René Descartes)와 다른 사람들의 합리주의에 의해 명성이 떨어졌다. 그러나 20세기 후반에 그의 연구의 미적인 특질이 다시 한 번 진가를 인정받기 시작했다. 현대의 학자, 알란 커틀러(Alan Cutler)는 키르허를 "17세기 학자 중 한 명의 거인"이며, " 모든 지식을 그의 분야라고 타당하게 주장하는 마지막 사색가들 중 하나"라고 묘사했다. 또다른 학자 에드워드 W. 슈미트(Edward W. Schmidt)는 키르허를 "마지막 르네상스인"이라고 묘사했다. 키르허에 대해 2012년에 출판한 존 글래시(John Glassie)의 책 A Man of Misconceptions에서 글래시는 "키르허의 실제 아이디어 중 많은 것들은 오늘날 보기에는 매우 크게 잘못 된 것으로 보이고, 그렇지 않다면 단순히 괴이한 것으로 보이지만, 그는 기적의 챔피언, 외경심을 불러일으키는 박식함과 창의력을 지닌 한 인간"이었으며, 그의 연구는 "당대의 가장 영리한 지성을 지닌 사람들"에 의해 읽혀졌다고 썼다.

## 삶

Latium, 1671

키르허는 (그 자신도 정확히 몰랐다) 1601년 또는 1602년 5월 2일, 요즈음 독일의 헤센 지방에 해당하는 Fulda 근처의 Buchonia의 Geisa에서 태어났다. 그의 출생지로부터 때때로 그의 이름에 추가했던 Bucho, Buchonius와 Fuldensis라는 별칭을 얻었다. 그는 1614년에서 1618년까지 Fulda의 예수회 학교에 다녔으며, 이 때 예수회의 수련 수사를 시작했다.
아홉 명의 학생 중 가장 어렸을 때, 키르허는 암석과 화산 분출물에 대한 흥미 때문에 화산을 공부했다. 그는 학교에서 공부하는 데 더하여 랍비로부터 히브리어를 배웠다. 그는 파더보른(Paderborn)에서 철학과 신학을 공부했지만, 발전하는 개신교의 압력을 피하기 위해 1622년에 쾰른(Cologne)으로 떠났다. 여행 중에 얼어붙은 라인강을 건너는 동안 빙판 사이로 강에 빠졌지만 간신히 죽음에서 벗어났다. 그의 인생이 위험에 빠진 여러 경우 중 하나였다. 후에 하일리겐슈타트( Heiligenstadt)에 여행하는 중 그는 개신교 군 분대에 붙잡혀 거의 교수형에 처해질 뻔 했다.
1622년에서 1624년까지 코블렌츠(Koblenz)에서 교사로서 그의 섭정 시기를 시작하기 위해 보내졌다. 그 후 하일리겐슈타트에 가야 했고, 거기서 그는 수학, 히브리어, 고대 시리아어를 가르쳤으며, 그를 방문한 마인츠의 대주교(Elector Archbishop of Mainz)를 위해 불꽃놀이와 움직이는 화면을 개발했으며, 이는 기계 장치에 대한 그의 관심에 대한 초기 증거이다. 1628년에 사제로 임명되었고, 뷔르츠부르크(Würzburg) 대학의 신학과 수학 교수가 되었으며, 여기에서도 히브리어와 고대 시리아어를 가르쳤다. 1628년이 시작될 때, 이집트 상형 문자에 대해서도 관심을 보여주기 시작했다.
키르허는 그의 첫 저작(the Ars Magnesia, 자석에 대한 연구 보고)를 1631년에 출판했지만, 같은 해 계속되던 30년 전쟁에 의해 프랑스 아비뇽(Avignon)의 교황 대학(papal University)으로 옮겼다. 1633년에 황제에 의해 비엔나(Vienna)로 불려가서 합스부르크(Habsburg) 궁정의 수학자로서 케플러(Kepler)의 뒤를 이었다. Nicolas-Claude Fabri de Peiresc의 중재로, 그 명령은 철회되었고, 대신 로마(Rome)에 가서 그의 학술적 작업을 계속할 수 있었지만, 그는 이미 비엔나(Vienna)로 향하는 배에 승선해 있었다.
가는 도중 그의 배는 경로를 변경하여 변경된 결정을 알기도 전에 로마에 도착하였다. 그는 로마에 정착하였고, 그의 여생 동안, 1634년부터, 은퇴하여 연구에 전념하기 전까지 로마 대학(Collegio Romano, 지금은 그레고리오 대학교(Pontifical Gregorian University))에서 수학, 물리학과 동양의 언어들을 수 년동안 가르쳤다. 그는 말라리아와 전염병을 연구하면서, 골동품을 수집하였고, Kircherianum 박물관에 그가 만든 창작품과 덧붙여 전시하였다.
1661년에 키르허는 어떤 교회의 유적이 콘스탄틴(Constantine)에 의해 성 외스타슈(Saint Eustace)가 숫사슴의 뿔(stag's horns) 안의 예수 그리스도를 본 환상의 자리에 건설된 것으로 여겨진다는 것을 알아냈다. 그는 교회를 Santuario della Mentorella로 재건하기 위해 기금을 마련했고, 그가 죽었을 때 그의 심장은 그 교회에 묻혔다.

## 출판된 연구
키르허는 이집트학, 지질학과 음악 이론과 같은 매우 다양한 주제에 대해 많은 수의 중요한 책을 출판했다. 그의 융합적 접근은 현재는 관습적인 학과목 사이의 경계를 무시했다: 예를 들어 그의 Magnes는 표면적으로는 자성에 대한 논의이지만, 중력 또는 사랑과 같은 다른 형태의 인력 또한 탐구하였다. 아마도 오늘날 키르허의 가장 널리 알려진 저작은 Oedipus Aegyptiacus(1652-1654)이며, 이집트학과 비교 종교학 분야의 방대한 연구이다.
라틴어로 쓴 그의 책은 17세기에 광범위하게 유포되었고, 더 넓은 범위의 독자에게 과학적 정보를 보급하는 데 기여하였다. 수많은 발견과 발명(예를 들어 환등기)에 키르허가 기여한 것으로 잘못 알려져 있지만, 키르허가 어떤 의미있는 독창적 기여를 해낸 것으로 오늘날 여겨지고 있지는 않고 있다.

### 언어와 문화 연구

#### 이집트학

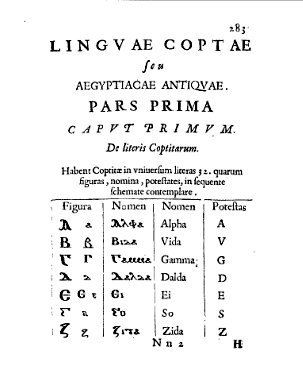
The Coptic alphabet, from Prodromus coptus sive aegyptiacus.

이집트 상형 문자에 가장 최근의 예는 AD 364년으로 거슬러 올라가고, 이 때 이후로 상형문자에 대한 모든 지식이 없어졌다. 19세기에 토마스 영(Thomas Young)과 장프랑수아 샹폴리옹(Jean-François Champollion)이 상형문자를 해석하는 열쇠를 발견하기까지, 중요한 권위자는 4세기 그리스의 문법학자 호라폴론(Horapollon)이었으며, 그의 주된 기여는 상형 문자가 "그림 글자"이며, 더 나은 번역가가 그림의 상징적 의미를 찾아야 한다는 잘못된 생각이었다.
상형문자에 대한 첫 번째 근대적 연구는 피에리오 발레리아노 볼짜니(Piero Valeriano Bolzani)의 Hieroglyphica(1556)에 들어 있고, 키르허는 고대와 현대 사이의 "해독가"로서 가장 유명하였고, 그의 시대에 가장 유명한 이집트학자였다. 그의 "Lingua Aegyptiaca Restituta"(1643)에서, 키르허는 상형문자를 " 지금까지 유럽에 알려지지 않은 이 문자는 문자만큼이나 그림이 많고, 소리만큼이나 수수께기가 많고, 올라야 할 산만큼이나 탈출해야 할 미로가 많다" 고 생각했다. 그의 생각중 조금은 오랫동안 신빙성을 잃었지만, 그의 연구의 일부는 후학들에게 소중한 가치가 있었고, 키르허는 이집트학을 진진한 연구 분야로 개척하는 것을 도왔다.
키르허의 이집트학에 대한 관심은 그가 슈파이어(Speyer) 도서관에서 상형 문자 수집품에 강한 흥미를 불러 일으키게 된 1628년에 시작되었다. 그는 1633년에 콥트어를 배웠고 1636년에 그 언어에 대한 첫 번째 문법책  Prodromus coptus sive aegyptiacus을 출판했다. 키르허는 상형 문자의 언어에 대한 Horapollon의 해석을 그의 Lingua aegyptiaca restituta을 통해 거부했다. 키르허는 콥트어가 고대 이집트어의 마지막 변천 과정을 보여준다고 주장했다. 이 점 때문에 키르허는 진정한 "이집트학의 창설자"로 여겨져왔다. 왜나햐면 그의 연구는 "이집트의 상형 문자를 학자들이 이해할 수 있게 해준 로제타 석판(Rosetta Stone)이 발견되기 전에" 진행되었기 때문이다. 그는 또한 신관 문자와 상형 문자 사이의 관계를 인정했다.
1650년과 1654년 사이에 키르허는 그의 콥트어 연구와 연관되어 4권의 상형문자의 "번역"을 출판했다. 그러나 Steven Frimmer에 의하면, "그것 중 어떤 것도 원본과 조금도 들어맞지 않았다". Oedipus Aegyptiacus에서 키르허는 Hieroglyphica의 영향을 받아 고대 이집트어는 아담과 이브가 말하는 데 사용한 언어이며, 헤르메스 트리메기스토스(Hermes Trismegistus)는 모세(Moses)이며, 상형 문자는 "단어로 변환될 수 없지만, 부호, 인물과 숫자를 표현하는""주술적 상징이라고 주장했다. 이는 오늘날 dd Wsr (오시리스가 말하다)로 읽는 단순한 상형 문자 글을 "티폰(Typhon)의 배반이 이시스(Isis)의 왕권 때 끝난다; 자연의 습기는 아누비스(Anubis)의 경계 아래 보호받는다"라고 번역하게 이끌었다.
이집트학자 월리스 버지 경(E. A. Wallis Budge)에 의하면:
많은 저술가들이 상형 문자를 해석하는 열쇠를 발견한 척 했고, 많은 사람들은 오늘날 이해하기 어려운 부끄럼없는 뻔뻔함으로 고대 문서의 내용을 현대 언어로 번역했다고 더 강력하게 우겼다. 그런 현학자 중 가장 중요하게 언급되어야 할 사람은 아타나시우스 키르허이며, 그는 17세기에 상형 비문을 해석하는 열쇠를 발견했다고 선언했다; 그의 'Oedipus Aegyptiacus'에서 게재한 번역은 전적으로 터무니없지만, 학자의 언어로 제안했을 때, 그 당시의 사람들은 그 번역이 옳다고 믿었다.

키르허의 상형 문자에 대한 접근은 근본적인 오개념에 기초하고 있었음에도 불구하고, 몇몇 현대의 주석가들은 키르허를 상형 문자에 대한 진지한 연구의 선구자로 묘사한다. 그가 수집한 자료는 후에 샹폴리용(Champollion)이 그 문자를 해독하기 위한 노력이 성공하는 데 참고 자료로 쓰였다. 키르허 그 자신은 상형 문자가 알파벳을 구성할 가능성을 인정했다; 그는 그가 제안한 구조에서 21개의 상형 문자로부터 그리스 알파벳이 파생되었음을 포함시켰다. Joseph MacDonnell에 따르면, "학자들이 로제타 석판을 해석할 때 무엇을 찾아야 하는지를 알았던 것은 키르허의 연구 덕분이다". 또다른 고대 이집트 학자 Erik Iversen은 다음과 같이 결론내렸다:
그러므로 키르허의 반박할 수 없는 가치는 그가 처음으로 이집트의 상형 문자의 소리값을 발견했다는 것이다. 지적인 관점만큼 인문학적 관점에서도 이집트학은 키르허를 그 창설자로 삼게 되는 것은 매우 자랑스러운 것이다.

키르허는 또한 로마 광장의 오벨리스크 건립에 적극적으로 참여했으며, 종종 그가 직접 디자인한 기이한 "상형 문자"를 여백에 새겨 현대 학자들을 곤혹스럽게 만들고 있다.

#### 중국학

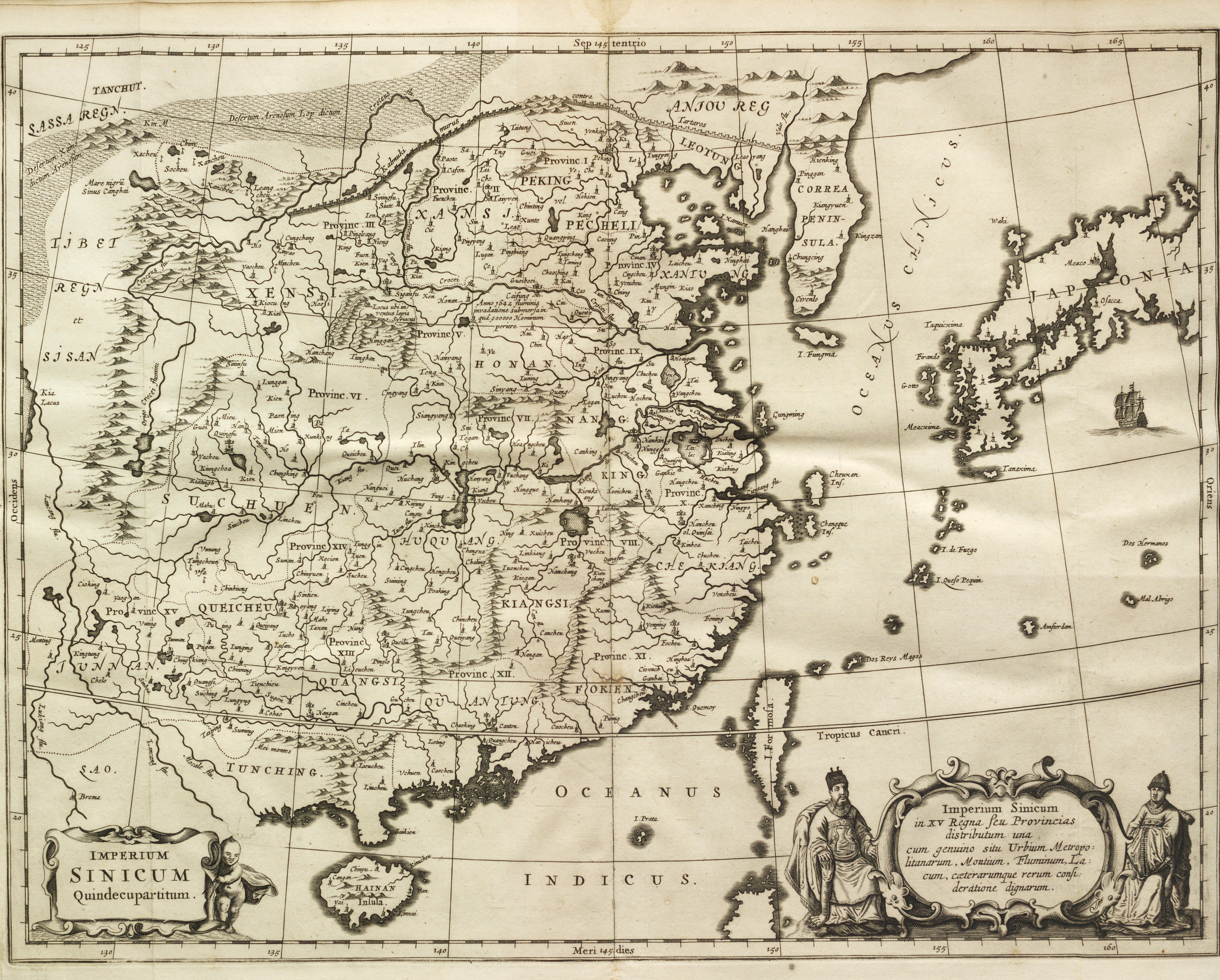
Map of China, China Illustrata.

키르허는 중국에 대해 일찍이 관심이 있었고, 1629년에 그의 상급자에게 중국에 파견되는 선교사가 되기 원한다고 말했다. 1667년에 전체 제목이 China monumentis, qua sacris qua profanis, nec non variis naturae & artis spectaculis, aliarumque rerum memorabilium argumentis illustrata인 논문을 출판했고, 보통 단순하게 China Illustrata로 알려져 있다. 즉, "삽화를 넣은 중국"이다. 이 논문은 백과사전처럼 폭넓고, 정확한 지도 제작법으로부터 신화적인 요소, 예를 들어 용에 대한 연구와 같은 다양한 특징의 소재를 결합한 연구이다. 이 연구는 예수회가 중국에 대한 연구한 보고서에 크게 의지했고, 특별히 미카엘 보임(Michael Boym)과 마르티노 마티니(Martino Martini)의 연구에 대해 그렇다.
China Illustrata는 중국 역사의 기독교적 요소를 강조했고, 이는 실제와 상상 양쪽 모두였다: 이 책은 (Boym과 그의 중국인 공동연구자, Andrew Zheng이 제공한 시안의 Nestorian Stele의 라틴 번역으로) 네스토리안 기독교인이 초기에 존재했음을 강조했지만, 또 중국인은 함(Ham의 아들들의 후손이었으며, 공자는 모세였으며 중국어의 특성은 추상화된 상형 문자라고 주장했다.
키르허의 체계 안에서는, 표의 문자는 의미가 불분명한 생각의 집합체라기보다는 구체적인 생각을 나타내기 때문에 상형 문자보다 우수했지만, 마야과 아즈텍의 기호는 사물만 나타내는 아직 수준낮은 그림 문자였다. 움베르토 에코(Umberto Eco)는 이 생각이 중국과 아메리카 원주민 문명에 대한 자기 민족 중심적인 유럽인의 태도가 반영되었고, 이를 지지한다고 언급했다;
"중국은 패배시켜야 할 알려지지 않은 야만인으로 표현되지 않았지만, 공동 조상의 고향으로 되돌아와야 할, 낭비를 잘 하는 아들로 표현되었다". (p. 69)

#### 생물학 연구와 성서 주해
1675년에 그는 성경의 노아의 방주에 대한 그의 연구 결과.Arca Noë를 출판했다-반종교 개혁 후에 알레고리적 해석은 성서를 중시하는 학자들 사이에서 구약 성서를 문자 그대로의 진실로 여기는 연구에 밀려나고 있었다. 키르허는 방주의 크기를 분석했다; 그가 알고 있는 (곤충과 자연발생설에서 추정하는 다른 형태를 배제한) 종의 개수에 기초하여, 과잉 수용이 문제가 되지 않을 크기를 계산하였다. 그는 외부 가축을 육식 동물의 먹이가 되기 위해 방주에 실어야 하는 여부를 추측하면서 방주 항해의 실행 계획도 논의했다.

#### 또다른 문화 연구
키르허는 1666년에 Johannes Marcus Marci에 의해 보이니치 문자(Voynich Manuscript)를 해석하는 희망을 위해 보내졌다. 그 문자는 이야기의 신빙성과 문자 그 자체의 발생에 대한 회의적인 시각에도 불구하고, 비토리오 에마누엘레 2세(Victor Emmanuel II of Italy)가 1870년에 교황령을 합병할 때까지 로마 대학(Collegio Romano)에 남아 있었다. Polygraphia nova(1663)에서, 키르허는 인위적인 세계 공통어를 제안했다.

### 자연 과학

#### 지질학

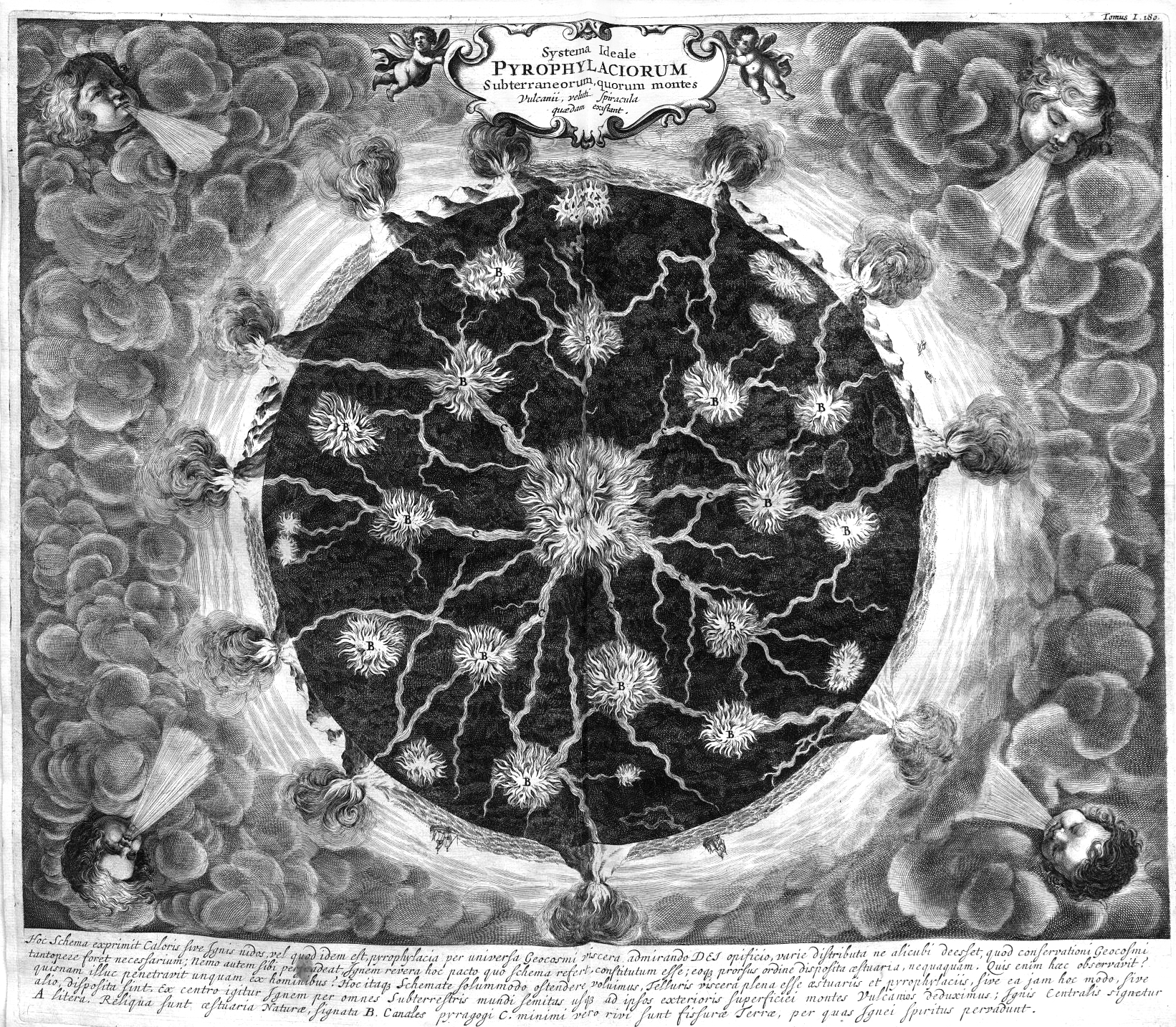
키르허의 지구 내부의 화염 모델, Mundus Subterraneus에서.

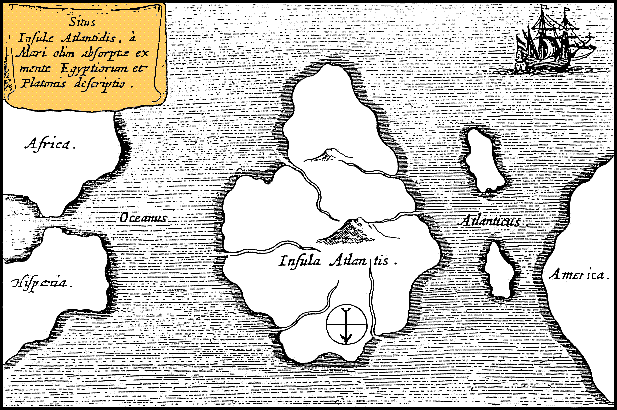
남쪽을 위로 향한 키르허의 아틀란티스(Atlantis) 지도, Mundus Subterraneus에서.

1638년에 남부 이탈리아를 방문할 때, 항상 호기심이 있던 키르허는 베수비오 산(Vesuvius)의 분화구로 내려가 폭발 직전에 그 내부를 조사하려고 했다. 그는 또한 메시나 해협(Strait of Messina)에서 들은 지하의 우르릉 거리는 소리에 아주 흥미가 있었다. 그의 지질학과 지리학적 탐구는 1664년의 Mundus Subterraneus에서 막이 내렸으며, 이 책에서 그는 조류는 지하의 대양에서 오가는 물에 의해 발생한다고 제안했다.
키르허는 또한 화석에 대해서 궁금해졌다. 그는 화석이 동물의 유해라는 것을 이해했다. 그는 커다란 뼈를 거인 때문이라고 여겼다. 그가 설명하려고 한 물체 모두다 사실 화석이라고 할 수 없었고, 그래서 그에 대한 설명도 별로 타당하지 않았다. 그는 산맥을 풍화에 의해 드러난 지구의 뼈대 구조로 설명했다.
Mundus Subterraneus에는, 아틀란티스(Atlantis)라는 전설의 섬에 대해 라틴어 캡션 "Situs Insulae Atlantidis, a Mari olim absorpte ex mente Egyptiorum et Platonis descriptio."을 포함한 지도가 있는, 여러 페이지의 설명이 있다. 이는 "이집트로부터 기원하고 플라톤이 묘사한 아틀란티스라는 섬 지역"으로 해석할 수 있다.

#### 생물학
그의 책 Arca Noë에서, 키르허는 대홍수 이후에 새로운 종들이 다른 환경으로 이동할 때 변형되었다고 주장했다. 예를 들어, 사슴이 더 추운 기후 지역으로 이동하면 순록으로 변한다는 것이다. 부가적으로 많은 종들은 다른 종들의 잡종, 예를 들어, 아르마딜로는 거북이와 호저의 잡종이라고 여겼다. 그는 또한 자연 발생설을 지지하였다. 이런 가설 덕분에, 몇몇 역사학자들은 키르허를 최초의 진화론자라고 여겨왔다.

#### 의학

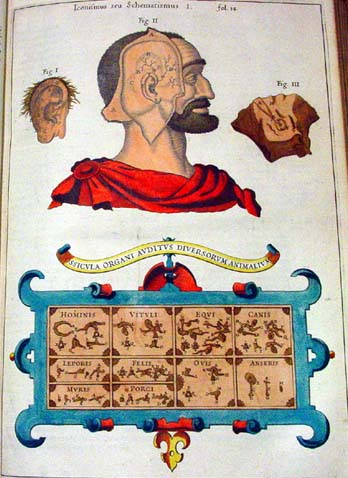
Musurgia Universalis의 사람, 암소, 말, 개, 표범, 고양이, 쥐, 돼지, 양과 거위의 귀 삽화.

키르허는 일찍이 1646년에 현미경을 사용하여 전염병 희생자의 혈액을 조사할 정도로 질병에 대해 현대적으로 접근한 연구를 수행하였다. 1658년 출판된 Scrutinium Pestis에서, 그는 혈액 속의 "작은 벌레" 또는 "극미 동물"의 존재를 언급했고, 이 질병은 미생물에 의해 걸린다고 결론지었다. 결론은 올았지만, 그가 본 것은 사실 적혈구 또는 백혈구일 확률이 크며, 혈구는 질병의 원인, 즉 페스트균이 아니다. 그는 또한 질병의 확산을 막기 위한 분리, 격리, 감염자가 입은 옷을 태우기와 균의 흡입을 막기 위한 치과교정용 헤드기어를 쓰는 등 위생학적 조치를 제안했다.

### 기술

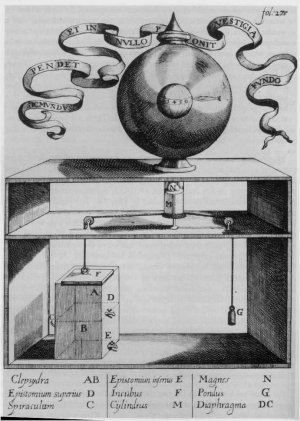
키르허의 자석 시계.

1646년에 키르허는 크리스티안 호이겐스(Christiaan Huygens)와 다른 사람들에 의해 발전된 환등기와 유사한 도구를 사용하여 화면에 그림을 보여주는 주제에 관한 Ars Magna Lucis et Umbrae를 출판했다. 키르허는 암실의 벽에 그림을 비추기 위해 반사를 이용하는 "반사등"의 구성을 묘사했다. 키르허가 그 장치를 발명하지 않았지만, 그는 앞선 모델의 기능을 향상시켰고, 출품자가 그의 장치를 사용할 수 있는 방법을 제안하였다. 그의 연구의 중요한 점의 대부분은 그림을 비추는 방법을 설명하기 위한 키르허의 합리적인 접근에서부터이다.
전에는, 그런 그림은 초자연적인 존재의 출현을 나타내기 위해 유럽에서 이용되었다(키르허 자신은 솔로몬 왕의 법정에 있는 랍비가 보여주는 그림의 사용을 언급했다). 키르허는 출품자가 그런 그림은 순수하게 자연주의적이고 그 기원이 마법이 아니라는 것을 관객에게 알려주는 데 매우 주의하여야 한다고 강조했다.
키르허는 또한 자석 시계를 구상했으며, 그 시계의 메커니즘을 그의 Magnes (1641)에서 설명했다. 그 장치는 원래 또다른 예수회 수사, Francis Line가 발명하였고, 1634년 Line의 지인이 묘사하였다. 키르허의 후원자 Peiresc은 시계의 운동은 코페르니쿠스의 우주론적 모델, 자석 구는 태양의 자기력에 의해 회전하게 된다는 주장을 뒷받침한다고 주장했다.
키르허의 모델은 시계의 운동은 그 장치의 기본 설계에 있는 물시계에 의해 발생할 수 있다는 것을 보여주면서 그 가설을 부정했다. 키르허가 Magnes에서 태양중심설 모델이 틀렸음을 입증하고 대신 티코 브라헤(Tycho Brahe)를 지지하였지만, 그가 나중에 출간한 Itinerarium extaticum(1656, 1671 개정)은 여러 종류의 시스템을 — 코페르니쿠스의 설을 분명히 가능한 것으로 포함하여- 제시하였다. 그 시계는 Caroline Bouguereau이 Michael John Gorman과 협동하여 재조립되었고, 스탠포드 대학의 Green Library에서 전시되어 있다.
Musurgia Universalis(1650)은 음악에 대한 키르허의 관점을 다루고 있다; 그는 음악의 화음은 우주의 비율을 반영한다고 믿었다. 이 책은 수력을 이용한 자동 오르간을 구성하는 계획, 새소리의 기보법과 악기의 도표를 포함하고 있다. 한 삽화는 인간과 다른 동물의 귀가 어떻게 다른지를 보여준다. Phonurgia Nova(1673)에서 키르허는 음악을 먼 곳으로 전달할 가능성을 고려했다.
키르허에 의해 고안된 다른 기계들에는 풍명금, 말하고 전성관을 통해 듣는 동상, 영구 기관, 그리고 Katzenklavier("고양이 피아노") 와 같은 자동 장치가 포함되어 있다. 키르허는 어떻게 고양이 피아노를 실제로 구성할 지는 알지 못했지만, 못을 고양이의 꼬리에 박아 넣으면 이 못이 정해진 음정으로 울부짖게 될 것이라고 했다.

### 조합론
키르허의 연구는 수학에 기초를 둔 것은 아니었지만, 그는 사물의 유한한 무리의 모든 조합을 발생시키고 그 개수를 세기 위한 다양한 시스템(즉, 유한 집합론)을 발전시켰고, 이는 라몬 륄(Ramon Llull)의 앞선 연구에 기초한 것이다. 그의 방법과 도표는 1669년의 Ars Magna Sciendi, sive Combinatoria(원문 그대로임)에 논의되었다. 이 책에는 어떤 것이 완전 이분 그래프를 처음 나타낼 때 모습인지 포함되어 있으며, 완전 그래프를 시각화하기 위해 륄이 이용했던 비슷한 기업을 확장하고 있다. 키르허는 또한 조합론을 그의 Arca Musarithmica, 즉 임의로 선택된 악구를 조합함으로써 수 백만 개의 교회 찬송가를 만들어 낼 능력이 있는 우연성 음악 작곡 장치에 이용했다.

## 영향

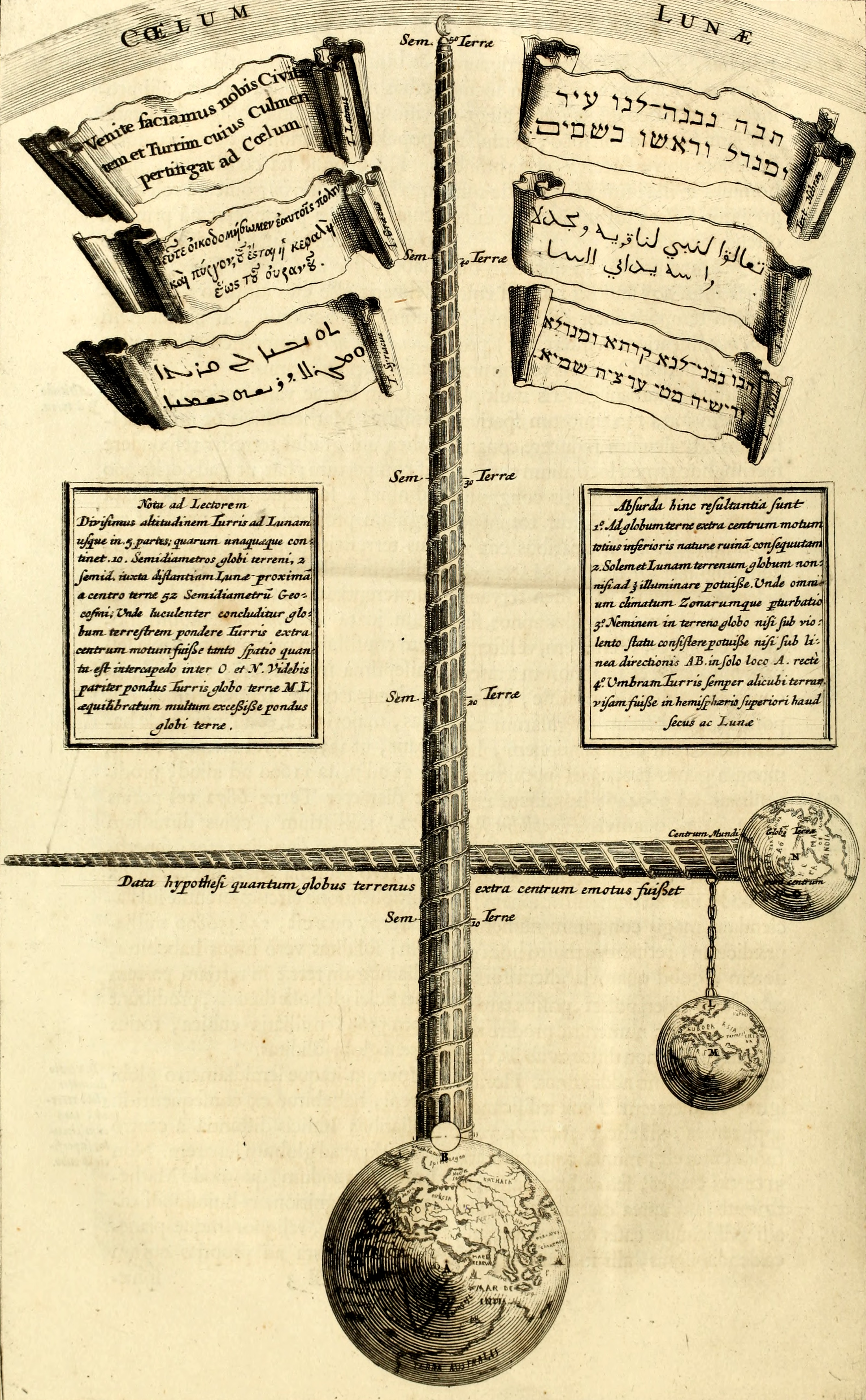
Turris Babel: 전형적인 절충주의로, 키르허는 바벨탑이 달에 도달하는 것이 불가능했음을 삽화로 그려넣었음, 1679

### 학문적 영향
키르허의 대부분의 학문적 삶에서, 그는 그 당시 세계의 과학적 스타 중 하나였다: 역사학자 Paula Findlen에 따르면, 그는 "세계적인 명성이 있는 첫번째 학자"였다. 그의 중요성은 두 가지이다: 그 자신이 실험한 결과와, 760명이 넘는 과학자, 의사와 세계 각지의 그의 예수회 동료와의 서신으로부터 널리 얻은 정보를 덧붙인 연구를 말한다. Encyclopædia Britannica는 그를 "혼자하는 지적인 정보 처리 기관"이라고 지칭한다. 목차에서 보여준 것처럼 그의 연구는 매우 대중적이었고, 그는 자신의 책을 판매함으로써 먹고 살 수 있는 첫 번째 과학자였다. 그와 거의 동시대인 인물, 연금술사이자 의사인 토마스 브라운 경(Sir Thomas Browne)(1605–82)은 그의 책을 열광적으로 수집했다; 그의 큰 아들 에드워드 브라운(Edward Browne)은 1665년에 로마에서 예수회 신부인 키르허를 방문했다. 그의 평판은 합리주의자 르네 데카르트(Cartesian)의 접근 방법이 우세해지면서추락했다.(데카르트 자신은 키르허를 "학자라기보다는 야바위꾼에 더 가깝다"고 묘사했다)

### 문화적 영향
키르허는 20세기 후반까지 거의 무시되었다. 어떤 작가는 그에 대한 재발견을 그의 절충주의적 접근과 포스트모더니즘 사이의 유사성의 결과라고 한다:
키르허가 태어난 지 400년이 지난 후 그에 대한 관심이 다시 살아내고 있는데, 아마도 키르허를 포스트모더니즘적 사고의 전근대적 뿌리라고 여길 수 있기 때문이다. 그의 미로와 같은 생각 때문에, 그는 호르헤 루이스 보르헤스(Jorge Luis Borges)였다... 보르헤스 전에 ...21세기가 시작할 무렵 키르허의 사소한 것, 속임수와 경탄이 돌아올 것이다.

그는 "키르허의 포스트모던한 특성은 그의 체제 전복성, 그의 명성, 그의 과학 기술 편중주의와 그의 기이한 절충주의를 포함한다"고 덧붙였다. Robert Graham Irwin의  For Lust of Knowing에서, 키르허는 "장차 모든 것을 알려고 하는 마지막 학자 중 하나"라고 불리며, 키르허의 동시대에 같은 국적인 고트프리트 빌헬름 라이프니츠(Gottfried Leibniz)는 있을 것 같은 "마지막" 그런 스타일의 학자로 예를 들었다.
키르허의 연구가 거의 번역되지 않았기 때문에, 동시대에 강조된 것은 실제적 내용보다는 미적인 특성이었고, 연속된 전시회는 삽화의 아름다움을 강조했다. 역사학자 Anthony Grafton는 키르허의 연구의 믿기 어려울 정도로 이상하게 어두운 특성은 쓰여 본 적이 없는 보르헤스의 소설과 조화를 이루고 있다"고 말했고, 움베르토 에코( Umberto Eco)는 논픽션 연구  The Search for the Perfect Language과 Serendipities에 더하여 소설 The Island of the Day Before에서 키르허에 대하여 썼다. Jean-Marie Blas de Roblès의 Where Tigers Are At Home에서, 주인공은 키르허의 가짜 17세기 전기를 변역한다. 현대화가 Cybèle Varela는 로마 기숙학교에서 열린 그녀의 전시회  Ad Sidera per Athanasius Kircher에서 키르허에게 경의를 표했고, 이 곳에는 Museum Kircherianum이 있다.
로스앤젤레스의 Museum of Jurassic Technology에는 키르허의 삶에 바치는 홀이 있다. 그의 민족지적인 수집품은 로마의 Pigorini National Museum of Prehistory and Ethnography에 있다.
John Glassie의 책, A Man of Misconceptions은 키르허와 잔 로렌초 베르니니( Gianlorenzo Bernini), 르네 데카르트(René Descartes)와 아이작 뉴튼( Isaac Newton)와 같은 인물 사이의 관계를 추적한다. 그 책은 에드거 앨런 포( Edgar Allan Poe), 프란츠 안톤 메스머(Franz Anton Mesmer), 쥘 베른(Jules Verne)와 마르셀 뒤샹(Marcel Duchamp)에 미친 영향 또한 제시한다.
끝 부분에서, Glassie는 키르허가 "모든 것을 알고, 알고 있는 모든 것을 나누고자 하는 노력과, 주위 세계에 대한 천 여 개의 의문에 대한 대답과, 수많은 타인에게 그의 대답에 대한 질문을 요청한 점; 그렇게 많은 정신들을 어리둥절하게 하고 무심코 즐겁게 한 것 뿐만 아니라 자극한 점; 수많은 생각의 - 옳던, 그르던, 반만 맞던, 섣부르던, 웃기던, 아름답던, 그리고 모두를 아우르던 - 근원이 되었던 점"을 인정받아야 한다고 기술한다.”

## 대중 문화에 끼친 영향
키르허의 삶과 연구는 James Rollins이 2015년에 쓴 소설 "The Bone Labyrinth"의 구성의 중심이다.

## 저작 목록
키르허의 주요 연구를 연대순으로 나열한다.
| 연        | 제목 | 링크 |  |
| --------- | --- | --- |  |
| 1631      | Ars Magnesia | |  |
| 1635      | Primitiae gnomoniciae catroptricae | |  |
| 1636      | Prodromus coptus sive aegyptiacus | |  |
| 1637      | Specula Melitensis encyclica, hoc est syntagma novum instrumentorum physico- mathematicorum | |  |
| 1641      | Magnes sive de arte magnetica | 1643 edition (second ed.)                                                                                       |  |
| 1643      | Lingua aegyptiaca restituta | |  |
| 1645–1646 | 빛과 그림자의 위대한 마술 (Ars Magna Lucis et umbrae) | 1646 edition |  |
| 1650      | Obeliscus Pamphilius: hoc est, Interpretatio noua & Hucusque Intentata Obelisci Hieroglyphici | 1650 edition |  |
| 1650      | Musurgia universalis, sive ars magna consoni et dissoni | Volumes I and II, 1650                                                                                          |  |
| 1652–1655 | 이집트 오이디푸스 (Oedipus Aegyptiacus) | |  |
| 1654      | Magnes sive (third, expanded edition) | |  |
| 1656      | Itinerarium extaticum s. opificium coeleste | |  |
| 1657      | Iter extaticum secundum, mundi subterranei prodromus | |  |
| 1658      | Scrutinium Physico-Medicum Contagiosae Luis, quae dicitur Pestis | |  |
| 1660      | Pantometrum Kircherianum ... explicatum a G. Schotto | |  |
| 1661      | Diatribe de prodigiosis crucibus | |  |
| 1663      | Polygraphia, seu artificium linguarium quo cum omnibus mundi populis poterit quis respondere | |  |
| 1664–1678 | Mundus subterraneus, quo universae denique naturae divitiae | Tomus II , 1678                                                                                                 |  |
| 1665      | Historia Eustachio-Mariana | 1665 edition |  |
| 1665      | Arithmologia sive De abditis numerorum mysterijs | 1665 edition |  |
| 1666      | Obelisci Aegyptiaci ... interpretatio hieroglyphica | |  |
| 1667      | China monumentis, qua sacris qua profanis, nec non variis naturae and artis spectaculis, aliarumque rerum memorabilium argumentis illustrata | Latin edition (1667) (pages with illustrations only); La Chine, 1670 (French, 1670); Modern English translation |  |
| 1667      | Magneticum naturae regnum sive disceptatio physiologica | |  |
| 1668      | Organum mathematicum (contributor, edited and published by Gaspar Schott) | |  |
| 1669      | Principis Cristiani archetypon politicum | 1672 edition |  |
| 1669      | Latium | 1671 edition |  |
| 1669      | Ars magna sciendi sive combinatorica | 1669 edition |  |
| 1673      | Phonurgia nova, sive conjugium mechanico-physicum artis & natvrae paranympha phonosophia concinnatum | 1763 edition |  |
| 1675      | Arca Noe | |  |
| 1676      | Sphinx mystagoga: sive Diatribe hieroglyphica, qua Mumiae, ex Memphiticis Pyramidum Adytis Erutae… | 1676 edition |  |
| 1676      | Obelisci Aegyptiaci | |  |
| 1679      | Musaeum Collegii Romani Societatis Jesu | |  |
| 1679      | Turris Babel, Sive Archontologia Qua Primo Priscorum post diluvium hominum vita, mores rerumque gestarum magnitudo, Secundo Turris fabrica civitatumque exstructio, confusio linguarum, & inde gentium transmigrationis, cum principalium inde enatorum idiomatum historia, multiplici eruditione describuntur & explicantur. Amsterdam, Jansson-Waesberge 1679. | |  |
| 1679      | Tariffa Kircheriana sive mensa Pathagorica expansa | |  |
| 1680      | Physiologia Kircheriana experimentalis | 1680 edition |  |

## 같이 보기
- Decipherment of Egyptian hieroglyphs
- List of Jesuit scientists
- List of Roman Catholic scientist-clerics
- Library of Sir Thomas Browne
- Filippo Bonanni, S.J., pupil of Kircher
- Cat organ, hypothetical musical instrument invented by Kircher

## 참고 문헌
- Cutler, Alan (2003). 《The Seashell on the Mountaintop》. New York: Dutton.
- Frimmer, Steven (1969). 《The stone that spoke: and other clues to the decipherment of lost languages》. Putnam.
- Iversen, Erik (1961). 《The Myth of Egypt and its Hieroglyphs》. Copenhagen.
- Ralf Kern: Wissenschaftliche Instrumente in ihrer Zeit. Zweiter Band: Vom Compendium zum Einzelinstrument. 17. Jahrhundert. Verlag der Buchhandlung Walther König 2010, ISBN 978-3-86560-866-6
- MacDonnell, Joseph (1989). 《Jesuit Geometers》. St Louis: Institute of Jesuit Sources.
- Musser, Charles (1990). 《The Emergence of Cinema: The American Screen to 1907》. University of California Press. ISBN 0-520-08533-7.
- Woods, Thomas (2005). 《How the Catholic Church Built Western Civilization》. Washington, DC: Regnery Publishing. ISBN 0-89526-038-7.

## 추가 참고 도서 목록
- Edward Chaney: "Roma Britannica and the Cultural Memory of Egypt: Lord Arundel and the Obelisk of Domitian", in Roma Britannica: Art Patronage and Cultural Exchange in Eighteenth-Century Rome, eds. D. Marshall, K. Wolfe and S. Russell, British School at Rome, 2011, pp. 147–70.
- Umberto Eco: Serendipities: Language and Lunacy. Columbia University Press (1998). ISBN 0-231-11134-7.
- Paula Findlen: Athanasius Kircher: The Last Man Who Knew Everything. New York, Routledge, 2004. ISBN 0-415-94016-8.
- John Edward Fletcher: A brief survey of the unpublished correspondence of Athanasius Kircher S J. (1602–80), in: Manuscripta, XIII, St. Louis, 1969, pp. 150–60.
- John Edward Fletcher: Johann Marcus Marci writes to Athanasius Kircher. Janus, Leyden, LIX (1972), pp. 97–118.
- John Edward Fletcher: Athanasius Kircher und seine Beziehungen zum gelehrten Europa seiner Zeit. Wolfenbütteler Arbeiten zur Barockforschung, Band 17, 1988.
- John Edward Fletcher: Athanasius Kircher: A Man Under Pressure. 1988
- John Edward Fletcher: Athanasius Kircher And Duke August Of Brunswick-Lüneberg: A Chronicle Of Friendship. 1988
- John Edward Fletcher: Athanasius Kircher And His Correspondence. 1988
- John Edward Fletcher: A Study of the Life and Works of Athanasius Kircher, ‘Germanus Incredibilis’. Edited by Elizabeth Fletcher. Brill Publications, Amsterdam, 2011. ISBN 978-90-04-20712-7
- John Glassie, Athanasius, Underground The Public Domain Review, November 1, 2012.
- John Glassie: A Man of Misconceptions: The Life of an Eccentric in an Age of Change. New York, Riverhead, 2012. ISBN 978-1-59448-871-9.
- Godwin, Joscelyn: Athanasius Kircher's Theatre of the World: The Life and Work of the Last Man to Search for Universal Knowledge. Inner Traditions (2009). ISBN 978-1-59477-329-7
- Michael John Gorman, Between the Demonic and the Miraculous: Athanasius Kircher and the Baroque Culture of Machines, unabridged version of essay published in The Great Art of Knowing: The Baroque Encyclopedia of Athanasius Kircher, ed. Daniel Stolzenberg, Stanford: Stanford University Libraries, 2001, pp. 59–70.
- Michael John Gorman, The Angel and the Compass: Athanasius Kircher's Magnetic Geography, in Paula Findlen, ed., Athanasius Kircher: The Last Man Who Knew Everything, New York, Routledge, 2004, pp. 229–249.
- Nathalie Lallemand-Buyssens, « Les acquisitions d'Athanasius Kircher au musée du Collège Romain à la lumière de documents inédits », in Storia dell'Arte, no. 133, oct.-déc. 2012, p. 103-125.
- Caterina Marrone, I geroglifici fantastici di Athanasius Kircher,Viterbo: Nuovi Equilibri, 2002, pp. 166, ISBN 88-7226-653-X.
- Caterina Marrone, Le lingue utopiche,Viterbo: Nuovi Equilibri, 2004 [1995], pp. 338 ISBN 88-7226-815-X.
- Tiziana Pangrazi, La Musurgia Universalis di Athanasius Kircher, Firenze: Olschki 2009, pp. 206, ISBN 978-88-222-5886-1.
- Schmidt, Edward W. :The Last Renaissance Man: Athanasius Kircher, SJ. Company: The World of Jesuits and Their Friends. 19(2), Winter 2001–2002.
- Stolzenberg, Daniel. Egyptian Oedipus: Athanasius Kircher and the Secrets of Antiquity. Chicago: University of Chicago Press, 2013. ISBN 0-226-92414-9 (10). ISBN 978-0-226-92414-4 (13).
- Jean-Pierre Thiollet, Je m'appelle Byblos, Paris, H & D, 2005 (p. 254). ISBN 978-2-914266-04-8.
- Giunia Totaro, L'autobiographie d'Athanasius Kircher. L'écriture d'un jésuite entre vérité et invention au seuil de l'œuvre. Introduction et traduction française et italienne, Bern: Peter Lang 2009, p. 430 ISBN 978-3-03911-793-2.
- Cybèle Varela: Ad Sidera per Athanasius Kircher. Rome, Gangemi, 2008. ISBN 978-88-492-1416-1
- Zielinski, Siegfried. Deep Time of the Media. The MIT Press (April 30, 2008) ISBN 978-0-262-74032-6. p. 113-157.
- Tronchin, Lamberto (January 2009). “Athanasius Kircher’S PHONURGIA NOVA: the marvelous world of sound during the 17th Century”. 《Acoustics Today》 1 (5): 8–15.